# Тритрива
Тритрива (на малгашки: Tritriva) е селище и община в централен Мадагаскар, регион Вакинанкаратра, окръг Бетафо. Населението на общината през 2001 година е 17 356 души.